# Friedrich Donnenfeld
Friedrich Donenfeld, noto in Colombia come Federico Donenfeld (Vienna, 17 gennaio 1912 – Utrecht, 20 marzo 1976), è stato un calciatore e allenatore di calcio austriaco, di ruolo attaccante.

## Caratteristiche tecniche

### Giocatore
Giocava come interno sinistro.

### Allenatore
Durante il Sudamericano 1949 utilizzò il modulo 2-3-5.

## Carriera

### Giocatore

#### Club
Donnenfeld iniziò la propria carriera nel Thalia Vienna; nel 1930 si trasferì all'Hakoah, squadra professionistica che militava in seconda serie nazionale. Ottenuta la promozione in massima serie nel 1931, l'attaccante rimase con il club fino al 1936. Decise poi di lasciare l'Austria, anche per sfuggire alle persecuzioni nei confronti degli ebrei perpetrate dai nazisti; viaggiò pertanto in Oriente, stabilendosi in Palestina. Lì integrò la rosa del Maccabi Tel Aviv che vinse il campionato nazionale del 1936-1937. Tornato in Europa, visse a Marsiglia, facendo parte della prima squadra dell'Olympique Marsiglia in diversi periodi: nel 1938 vinse la coppa nazionale. Durante la Seconda guerra mondiale collaborò con la Resistenza francese e con l'esercito britannico. L'ultima squadra in cui giocò fu il Red Star, nelle cui file permase dal 1944 al 1946.

#### Nazionale
In Nazionale giocò un solo incontro, quello del 7 ottobre 1934 a Budapest contro l'Ungheria.

### Allenatore
Dopo la guerra, Donnenfeld e la sua famiglia si trasferirono in America meridionale, stabilendosi in Colombia. Fu il 6º commissario tecnico nella storia della Nazionale colombiana di calcio. La circostanza della sua assunzione fu particolare: fu difatti chiamato ad allenare l'Atlético Junior, che era stato scelto per rappresentare la Nazionale colombiana nel Campeonato Sudamericano de Football 1949. Pertanto, partecipò alla competizione in qualità di CT della Nazionale. La Colombia chiuse all'ultimo posto, con 0 vittorie, 2 pareggi e 5 sconfitte. Conclusa la sua esperienza come tecnico della Nazionale, Donnenfeld allenò il Deportivo Barranquilla durante il campionato 1949; nel 1951 fu messo sotto contratto dal Junior, e vi rimase per tre stagioni (1951, 1952, e 1953). Fece poi ritorno in Europa, andando ad allenare nei Paesi Bassi: la sua prima squadra fu lo Xerxes. Sedette sulla panchina di MVV Maastricht e ADO Den Haag, e il 13 marzo 1955 fu il CT della Nazionale per l'incontro di Amsterdam tra Olanda e Danimarca. Tornò ad allenare la selezione oranje nel 1956, per due amichevoli giocate a ottobre e novembre con Belgio e nuovamente Danimarca. La sua ultima esperienza da tecnico fu quella con lo Zwolle nel biennio 1974-1975.

## Palmarès

### Giocatore

#### Club

##### Competizioni nazionali
- Campionato israeliano: 1

Maccabi Tel Aviv: 1936-1937
- Coppa di Francia: 1

Olympique Marsiglia: 1937-1938